# Peperek
Peperek är en kulle i Tjeckien.   Den ligger i regionen Vysočina, i den centrala delen av landet, 120 km sydost om huvudstaden Prag. Toppen på Peperek är 675 meter över havet. Peperek ingår i Žďárské vrchy.
Terrängen runt Peperek är huvudsakligen platt.Runt Peperek är det tätbefolkat, med 591 invånare per kvadratkilometer. Närmaste större samhälle är Žďár nad Sázavou Druhy, 5,0 km öster om Peperek. Runt Peperek är det i huvudsak tätbebyggt.